# Papionini
I Papionini (Burnett, 1828) sono una tribù di Catarrhini, o scimmie del vecchio mondo, della famiglia Cercopithecidae. Comprendono 40 specie raggruppate in 7 generi e si distinguono dai Cercopitecini, l'altra tribù della stessa sottofamiglia (Cercopithecinae), per il muso prominente, la coda più corta e il dimorfismo sessuale più accentuato, con i maschi notevolmente più grandi delle femmine.
La tribù comprende macachi, gelada, cercocebi, kipunji, mandrilli e babbuini. Vivono in maggioranza nell'Africa subsahariana, ma il genere Macaca è esclusivamente asiatico (con una specie in Nordafrica e Gibilterra) e il genere Papio è presente, oltre che in quasi tutta l'Africa, anche nella penisola arabica.
I Papionini sono tipicamente divisi in due sottotribù: Macacina per il genere Macaca e i suoi parenti estinti e Papionina per tutti gli altri generi.

## Sistematica
- Famiglia Cercopithecidae
  - Sottofamiglia Cercopithecinae
    - Tribù Papionini
      - Sottotribù Macacina
        - Genere Macaca - macaco

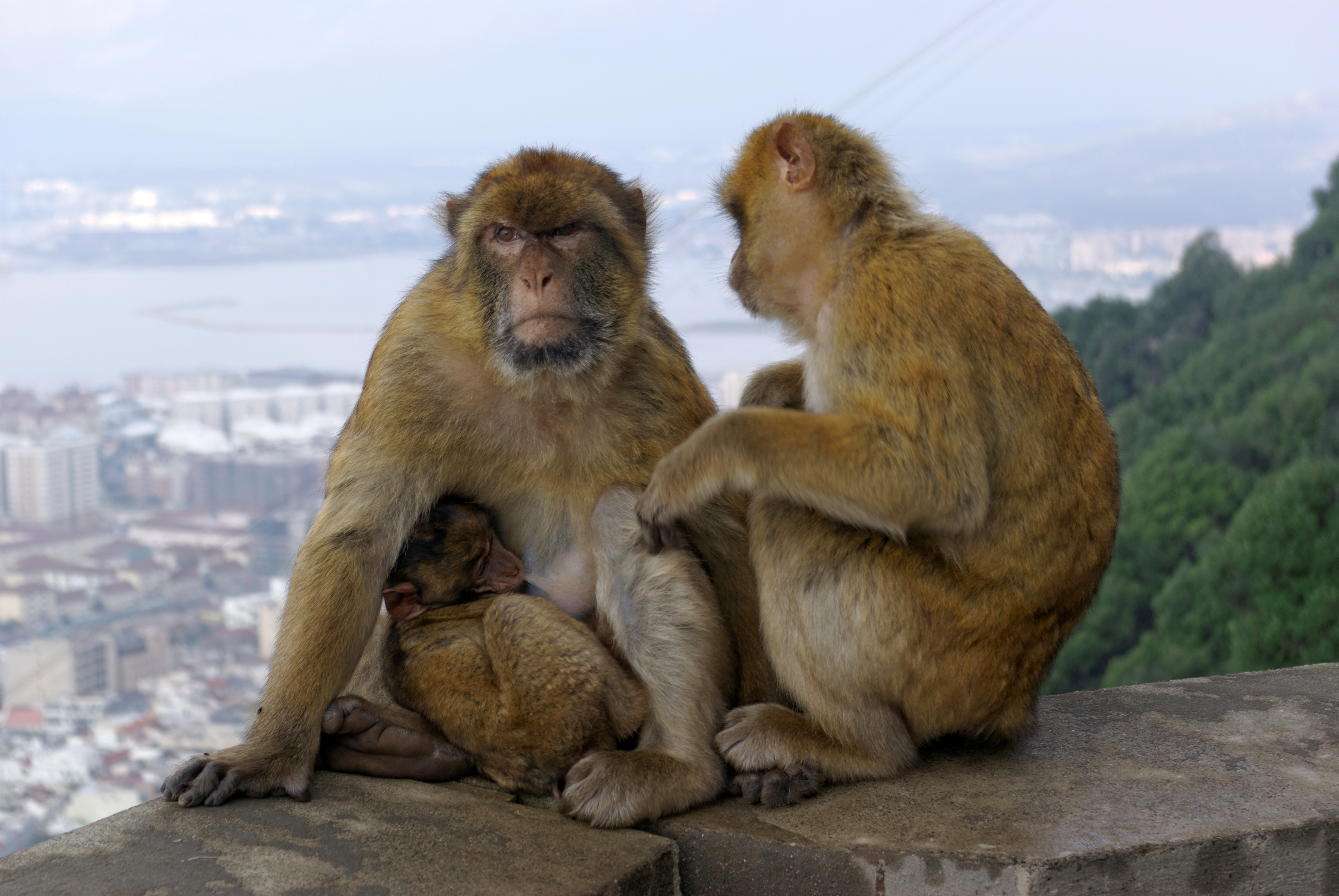
Bertuccia
(Macaca sylvanus)

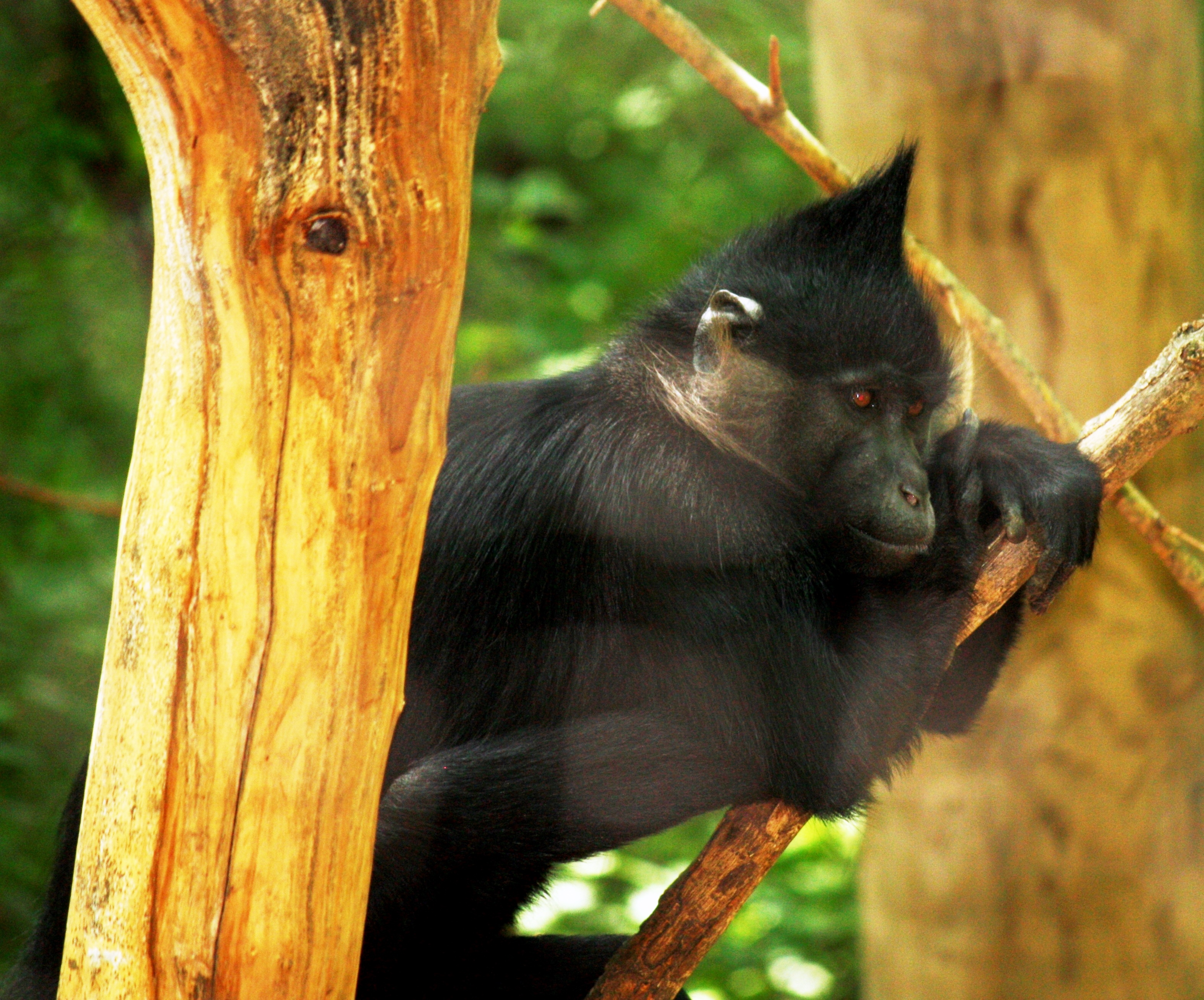
Cercocebo dal ciuffo
(Lophocebus aterrimus)

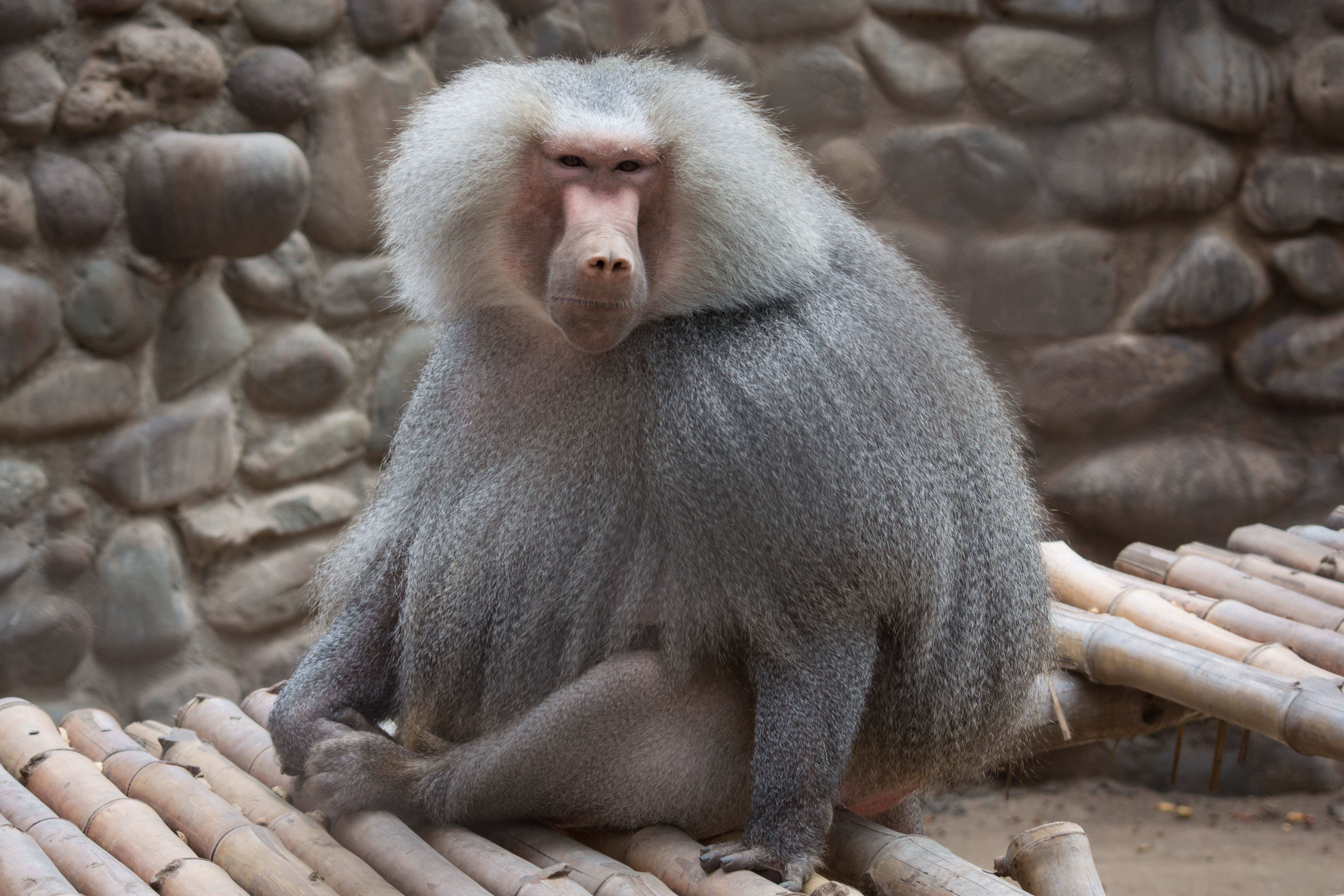
Amadriade
(Papio hamadryas)

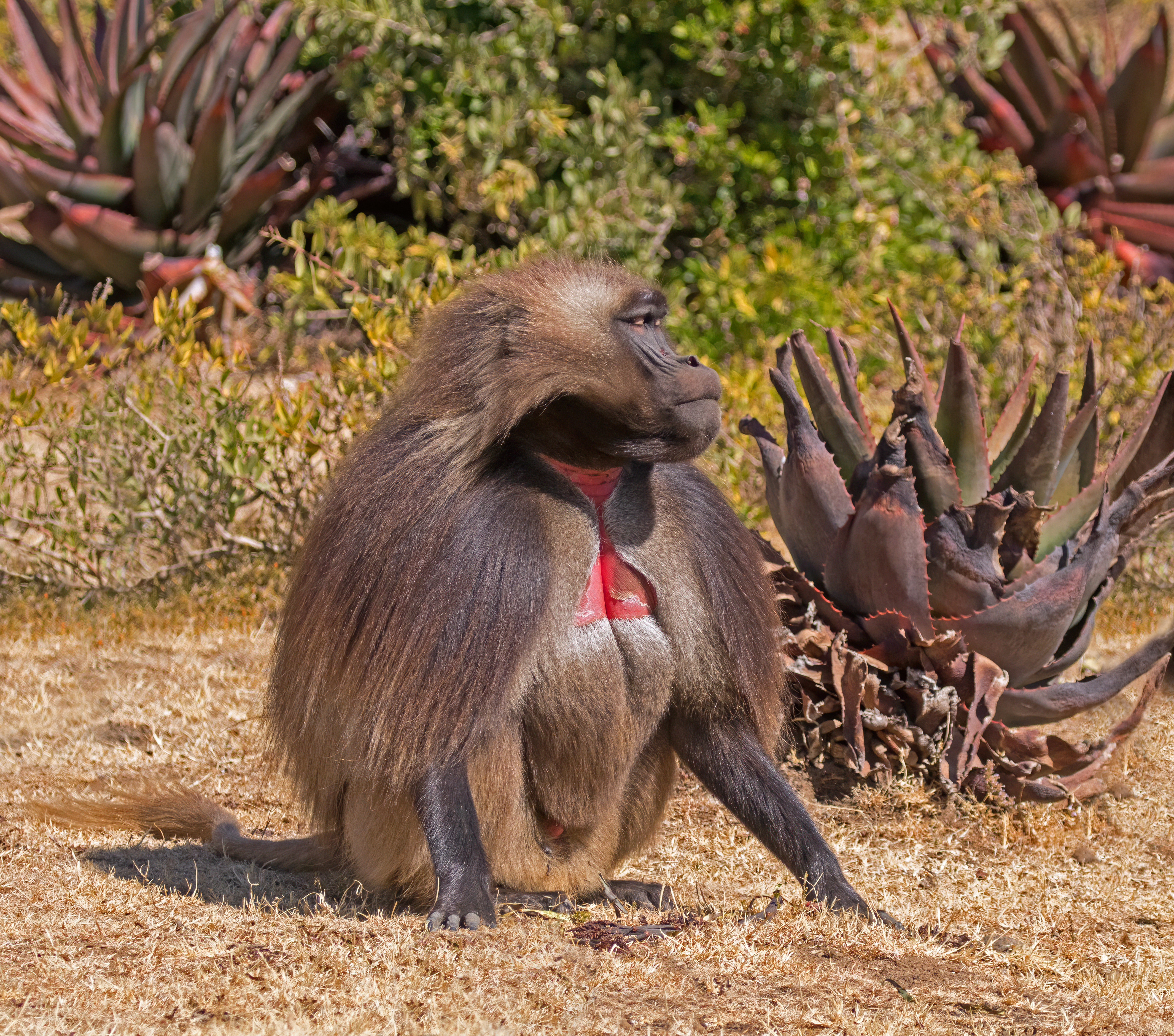
Gelada
(Theropithecus gelada)

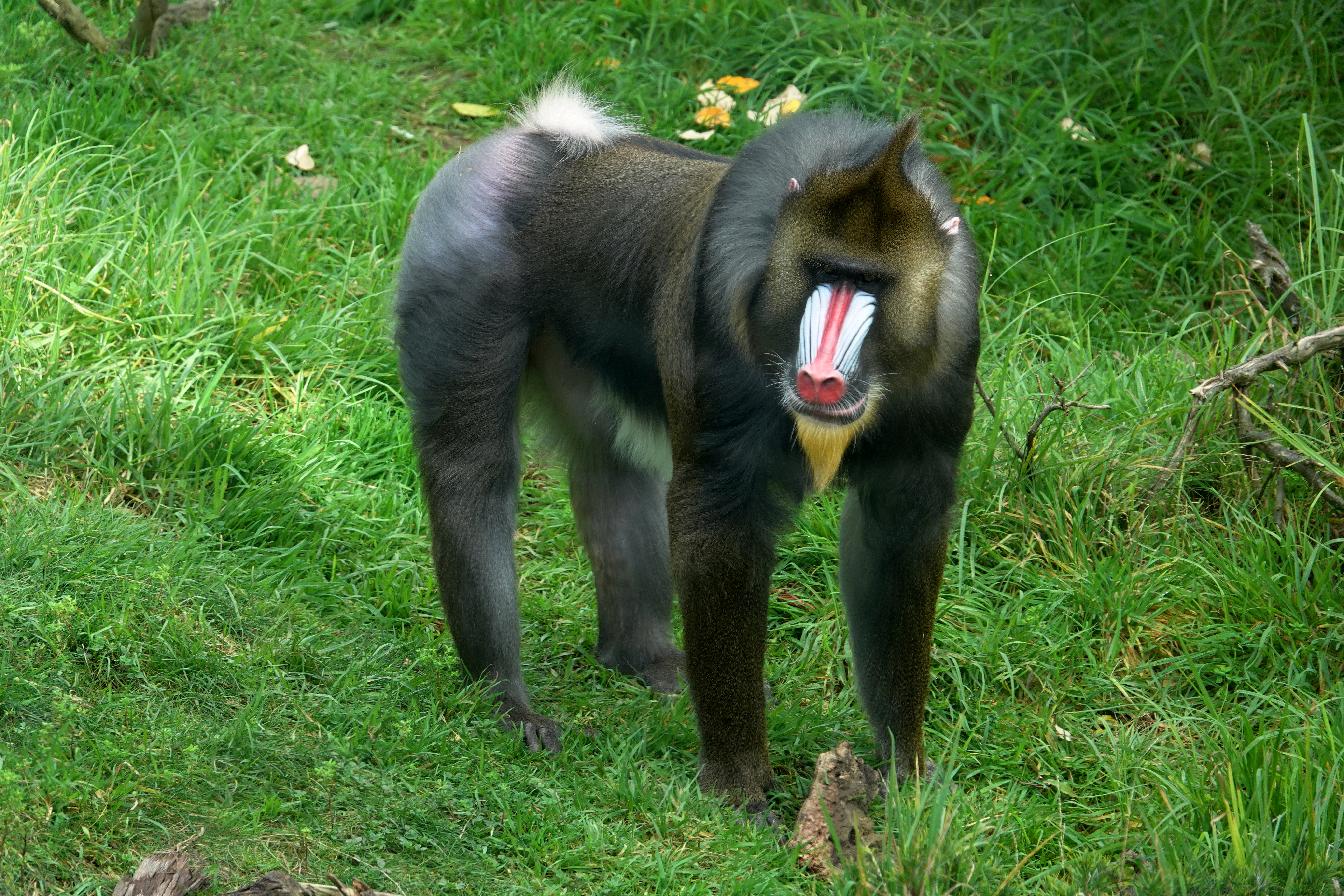
Mandrillo
(Mandrillus sphinx)

          - Macaca sylvanus (Linnaeus, 1758) - bertuccia
          - Macaca nemestrina (Linnaeus, 1766) - macaco nemestrino
          - Macaca leonina (Blyth, 1863) - macaco nemestrino settentrionale
          - Macaca hecki (Matschie 1901) - macaco di Heck
          - Macaca maura (Schinz, 1825) - macaco nero
          - Macaca nigra (Desmarest, 1822) - cinopiteco
          - Macaca nigrescens (Temminck, 1849) - macaco di Gorontalo
          - Macaca ochreata (Ogilby, 1841) - macaco a braccia grigie
          - Macaca pagensis (Miller, 1903) - macaco delle Mentawai
          - Macaca siberu (Fuentes e Olson, 1995) - macaco di Siberut
          - Macaca silenus (Linnaeus, 1758) - sileno
          - Macaca tonkeana (Meyer, 1899) - macaco di Tonkean
          - Macaca sinica (Linnaeus, 1771) - macaco dal berretto
          - Macaca assamensis (McClelland, 1840) - macaco dell'Assam
          - Macaca munzala (Sinha et al., 2005) - Macaco d'Arunachal
          - Macaca radiata (É. Geoffroy Saint-Hilaire, 1812) - macaco dal berretto indiano
          - Macaca thibetana (Milne-Edwards, 1870) - macaco tibetano
          - Macaca fascicularis (Raffles, 1821) - macaco cinomolgo
          - Macaca arctoides (I. Geoffroy Saint-Hilaire, 1831) - macaco orsino
          - Macaca mulatta (Zimmermann, 1780) - macaco reso
          - Macaca cyclopis (Swinhoe, 1863) - macaco di Taiwan
          - Macaca fuscata (Blyth, 1875) - macaco del Giappone

      - Sottotribù Papionina
        - Genere Lophocebus - lofocebo
          - Lophocebus albigena - cercocebo dal mantello
          - Lophocebus aterrimus - cercocebo dal ciuffo
          - Lophocebus opdenboschi - cercocebo di Opdenbosch

        - Genere Rungwecebus
          - Rungwecebus kipunji - kipunji

        - Genere Papio - babbuino
          - Papio anubis - babbuino verde
          - Papio cynocephalus - babbuino giallo
          - Papio hamadryas - amadriade
          - Papio papio - babbuino della Guinea
          - Papio ursinus - babbuino nero

        - Genere Theropithecus
          - Theropithecus gelada - gelada

        - Genere Cercocebus - cercocebo
          - Cercocebus agilis - cercocebo agile
          - Cercocebus atys - cercocebo moro
          - Cercocebus chrysogaster - cercocebo dal ventre dorato
          - Cercocebus galeritus - cercocebo del fiume Tana
          - Cercocebus sanjei - cercocebo del fiume Sanje
          - Cercocebus torquatus - cercocebo dal collare

        - Genere Mandrillus - mandrillus
          - Mandrillus leucophaeus - drillo
          - Mandrillus sphinx - mandrillo

Specie fossili:
- Genere Dinopithecus
- Genere Gorgopithecus
- Genere Paradolichopithecus
- Genere Parapapio
- Genere Pliopapio
- Genere Procercocebus
- Genere Procynocephalus
- Genere Soromandrillus